# Roberto Colorado
Roberto Colorado är en ort i Mexiko.   Den ligger i kommunen San Juan Bautista Tuxtepec och delstaten Oaxaca, i den sydöstra delen av landet, 300 km öster om huvudstaden Mexico City. Roberto Colorado ligger 46 meter över havet och antalet invånare är 146.
Terrängen runt Roberto Colorado är huvudsakligen platt, men åt sydväst är den kuperad. Runt Roberto Colorado är det ganska tätbefolkat, med 160 invånare per kvadratkilometer. Närmaste större samhälle är Tuxtepec, 6,2 km öster om Roberto Colorado. Omgivningarna runt Roberto Colorado är en mosaik av jordbruksmark och naturlig växtlighet.